# Сезар (кинопремия, 2013)
38-я церемония вручения наград премии «Сезар» за заслуги в области французского кинематографа за 2012 год состоялась 22 февраля 2013 года в театре «Шатле» (Париж, Франция). Номинанты были объявлены 25 января 2013 года.
Фильм Михаэля Ханеке «Любовь» стал триумфатором церемонии, победив во всех основных категориях, включая «Лучший фильм». Картина Ноэми Львовски «Двойная жизнь Камиллы», получившая наибольшее количество номинаций (13), в итоге не удостоилась ни одной награды.

## Статистика
Фильмы, получившие несколько номинаций.
| Фильм                                                        | номинации | победы |
| ------------------------------------------------------------ | --------- | ------ |
| • Двойная жизнь Камиллы / Camille redouble                   | 13        | -      |
| • Любовь / Amour                                             | 10        | 5      |
| • Прощай, моя королева / Les Adieux à la reine               | 10        | 3      |
| • Ржавчина и кость / De rouille et d'os                      | 9         | 4      |
| • Корпорация «Святые моторы» / Holy Motors                   | 9         | -      |
| • В доме / Dans la maison                                    | 6         | -      |
| • Имя / Le Prénom                                            | 5         | 2      |
| • Мой путь / Cloclo                                          | 5         | 1      |
| • Любовь на кончиках пальцев / Populaire                     | 5         | -      |
| • За несколько часов до весны / Quelques heures de printemps | 4         | -      |
| • Луиза Виммер / Louise Wimmer                               | 2         | 1      |
| • В поисках Ортенза / Cherchez Hortense                      | 2         | -      |
| • Как братья / Comme des frères                              | 2         | -      |
| • Августина / Augustine                                      | 2         | -      |

## Список лауреатов и номинантов
• Победители выделены отдельным цветом. 

### Основные категории
| Категории                      | Лауреаты и номинанты | Лауреаты и номинанты | Лауреаты и номинанты |
| ------------------------------ | --- | --- | --- |
| Лучший фильм                   | • Любовь (продюсер: Маргарет Менегоз; режиссёр: Михаэль Ханеке)                                                              | • Любовь (продюсер: Маргарет Менегоз; режиссёр: Михаэль Ханеке)                                                             | • Любовь (продюсер: Маргарет Менегоз; режиссёр: Михаэль Ханеке)                                                             |
| Лучший фильм                   | • Прощай, моя королева (продюсеры: Жан-Пьер Герен и Кристина Ларсен; режиссёр: Бенуа Жако)                                   | | |
| Лучший фильм                   | • Двойная жизнь Камиллы (продюсеры: Жан-Луи Ливи и Филипп Каркассонн; режиссёр: Ноэми Львовски)                              | | |
| Лучший фильм                   | • В доме (продюсеры: Эрик Альтмайер и Николя Альтмайер; режиссёр: Франсуа Озон)                                              | | |
| Лучший фильм                   | • Ржавчина и кость (продюсеры: Паскаль Кошето и Грегори Сорлат; режиссёр: Жак Одиар)                                         | | |
| Лучший фильм                   | • Корпорация «Святые моторы» (продюсеры: Мартин Мариньяк и Морис Тиншант; режиссёр: Леос Каракс)                             | | |
| Лучший фильм                   | • Имя (продюсеры: Дмитрий Рассам и Жером Сейду; режиссёры: Матье Делапорте и Александр де Ла Пателье)                        | | |
| Лучший режиссёр                | | • Михаэль Ханеке за фильм «Любовь»                                                                                          | • Михаэль Ханеке за фильм «Любовь»                                                                                          |
| Лучший режиссёр                | • Бенуа Жако — «Прощай, моя королева»                                                                                        | | |
| Лучший режиссёр                | • Ноэми Львовски — «Двойная жизнь Камиллы»                                                                                   | | |
| Лучший режиссёр                | • Франсуа Озон — «В доме» | | |
| Лучший режиссёр                | • Жак Одиар — «Ржавчина и кость»                                                                                             | | |
| Лучший режиссёр                | • Леос Каракс — «Корпорация „Святые моторы“»                                                                                 | | |
| Лучший режиссёр                | • Стефан Бризе — «За несколько часов до весны»                                                                               | | |
| Лучший актёр                   | Жан-Луи Трентиньян | • Жан-Луи Трентиньян — «Любовь» (за роль Жоржа Лорана)                                                                      | • Жан-Луи Трентиньян — «Любовь» (за роль Жоржа Лорана)                                                                      |
| Лучший актёр                   | Жан-Луи Трентиньян | • Жан-Пьер Бакри — «В поисках Ортенза» (за роль Дамьена Хауэра)                                                             | |
| Лучший актёр                   | Жан-Луи Трентиньян | • Патрик Брюэль — «Имя» (за роль Венсана Ларше)                                                                             | |
| Лучший актёр                   | Жан-Луи Трентиньян | • Дени Лаван — «Корпорация „Святые моторы“» (за роли месье Оскара / банкира / нищего и др.)                                 | |
| Лучший актёр                   | Жан-Луи Трентиньян | • Венсан Линдон — «За несколько часов до весны» (за роль Алена Эврара)                                                      | |
| Лучший актёр                   | Жан-Луи Трентиньян | • Фабрис Лукини — «В доме» (за роль Жермена)                                                                                | |
| Лучший актёр                   | Жан-Луи Трентиньян | • Жереми Ренье — «Мой путь» (за роль Клода Франсуа)                                                                         | |
| Лучшая актриса                 | | • Эммануэль Рива — «Любовь» (за роль Анны Лоран)                                                                            | • Эммануэль Рива — «Любовь» (за роль Анны Лоран)                                                                            |
| Лучшая актриса                 | • Марион Котийяр — «Ржавчина и кость» (за роль Стефани)                                                                      | | |
| Лучшая актриса                 | • Катрин Фро — «Дворцовые вкусы» (фр.) (за роль Гортензии Лабори)                                                            | | |
| Лучшая актриса                 | • Ноэми Львовски — «Двойная жизнь Камиллы» (за роль Камиллы Вальян)                                                          | | |
| Лучшая актриса                 | • Корина Масьеро — «Луиза Виммер» (за роль Луизы Виммер)                                                                     | | |
| Лучшая актриса                 | • Леа Сейду — «Прощай, моя королева» (за роль Сидони Лаборде)                                                                | | |
| Лучшая актриса                 | • Элен Венсан — «За несколько часов до весны» (за роль Иветты Эврар)                                                         | | |
| Лучший актёр второго плана     | | • Гийом де Тонкедек — «Имя» (за роль Клода)                                                                                 | • Гийом де Тонкедек — «Имя» (за роль Клода)                                                                                 |
| Лучший актёр второго плана     | • Самир Гесми — «Двойная жизнь Камиллы» (за роль Эрика)                                                                      | | |
| Лучший актёр второго плана     | • Бенуа Мажимель — «Мой путь» (за роль Поля Ледермана)                                                                       | | |
| Лучший актёр второго плана     | • Клод Риш — «В поисках Ортенза» (за роль Себастьяна Хауэра)                                                                 | | |
| Лучший актёр второго плана     | • Мишель Вюйермоз — «Двойная жизнь Камиллы» (за роль отца Камиллы)                                                           | | |
| Лучшая актриса второго плана   | | • Валери Бенгиги — «Имя» (за роль Элизабет Ларше («Бабу»))                                                                  | • Валери Бенгиги — «Имя» (за роль Элизабет Ларше («Бабу»))                                                                  |
| Лучшая актриса второго плана   | • Жюдит Шемла — «Двойная жизнь Камиллы» (за роль Жозефы)                                                                     | | |
| Лучшая актриса второго плана   | • Изабель Юппер — «Любовь» (за роль Евы Лоран)                                                                               | | |
| Лучшая актриса второго плана   | • Иоланда Моро — «Двойная жизнь Камиллы» (за роль матери Камиллы)                                                            | | |
| Лучшая актриса второго плана   | • Эдит Скоб — «Корпорация „Святые моторы“» (за роль Селин)                                                                   | | |
| Самый многообещающий актёр     | | • Маттиас Схунартс — «Ржавчина и кость»                                                                                     | • Маттиас Схунартс — «Ржавчина и кость»                                                                                     |
| Самый многообещающий актёр     | • Феликс Моати — «Телегаучо» (фр.)                                                                                           | | |
| Самый многообещающий актёр     | • Кейси Мотте-Кляйн — «Сестра» (фр.)                                                                                         | | |
| Самый многообещающий актёр     | • Пьер Нине — «Как братья»                                                                                                   | | |
| Самый многообещающий актёр     | • Эрнст Умоер — «В доме» | | |
| Самая многообещающая актриса   | | • Изиа Ижлен — «Плохая девочка»                                                                                             | • Изиа Ижлен — «Плохая девочка»                                                                                             |
| Самая многообещающая актриса   | • Элис Де Ланкесэ — «Галопом» (фр.)                                                                                          | | |
| Самая многообещающая актриса   | • Лола Деваэр — «Черт возьми!» (фр.)                                                                                         | | |
| Самая многообещающая актриса   | • Джулия Форе — «Двойная жизнь Камиллы» (за роль Луизы)                                                                      | | |
| Самая многообещающая актриса   | • Индия Хайр — «Двойная жизнь Камиллы» (за роль Алисы)                                                                       | | |
| Лучший оригинальный сценарий   | | • Михаэль Ханеке — «Любовь»                                                                                                 | • Михаэль Ханеке — «Любовь»                                                                                                 |
| Лучший оригинальный сценарий   | • Брюно Подалидес и Дени Подалидес — «Прощай, Берта, или Похороны бабушки» (фр.)                                             | | |
| Лучший оригинальный сценарий   | • Ноэми Львовски, Флоранс Сейвос, Мод Амелин и Пьер-Оливье Маттеи — «Двойная жизнь Камиллы»                                  | | |
| Лучший оригинальный сценарий   | • Леос Каракс — «Корпорация „Святые моторы“»                                                                                 | | |
| Лучший оригинальный сценарий   | • Флоранс Виньон и Стефан Бризе — «За несколько часов до весны»                                                              | | |
| Лучший адаптированный сценарий | Жак Одиар | • Жак Одиар и Тома Бидеген — «Ржавчина и кость»                                                                             | |
| Лучший адаптированный сценарий | Жак Одиар | • Люка Бельво — «38 свидетелей» (фр.)                                                                                       | |
| Лучший адаптированный сценарий | Жак Одиар | • Жиль Торан и Бенуа Жако — «Прощай, моя королева»                                                                          | |
| Лучший адаптированный сценарий | Жак Одиар | • Франсуа Озон — «В доме»                                                                                                   | |
| Лучший адаптированный сценарий | Жак Одиар | • Матье Делапорте и Александр де Ла Пателье — «Имя»                                                                         | |
| Лучшая музыка к фильму         | | • Александр Деспла — «Ржавчина и кость»                                                                                     | • Александр Деспла — «Ржавчина и кость»                                                                                     |
| Лучшая музыка к фильму         | • Брюно Куле — «Прощай, моя королева»                                                                                        | | |
| Лучшая музыка к фильму         | • Гаэтан Руссэль и Джозеф Даан — «Двойная жизнь Камиллы»                                                                     | | |
| Лучшая музыка к фильму         | • Филипп Ромби — «В доме» | | |
| Лучшая музыка к фильму         | • Роб и Эммануель Д’Орландо — «Любовь на кончиках пальцев»                                                                   | | |
| Лучший монтаж                  | • Жюльетт Вельфлин — «Ржавчина и кость»                                                                                      | • Жюльетт Вельфлин — «Ржавчина и кость»                                                                                     | • Жюльетт Вельфлин — «Ржавчина и кость»                                                                                     |
| Лучший монтаж                  | • Люк Барнье — «Прощай, моя королева»                                                                                        | | |
| Лучший монтаж                  | • Моника Вилли — «Любовь» | | |
| Лучший монтаж                  | • Аннетт Дютертри и Мишель Клошендле — «Двойная жизнь Камиллы»                                                               | | |
| Лучший монтаж                  | • Нелли Кветье — «Корпорация „Святые моторы“»                                                                                | | |
| Лучшая работа оператора        | • Ромен Виндинг — «Прощай, моя королева»                                                                                     | • Ромен Виндинг — «Прощай, моя королева»                                                                                    | • Ромен Виндинг — «Прощай, моя королева»                                                                                    |
| Лучшая работа оператора        | • Дариус Хонджи — «Любовь»                                                                                                   | | |
| Лучшая работа оператора        | • Стефан Фонтен — «Ржавчина и кость»                                                                                         | | |
| Лучшая работа оператора        | • Каролина Шанпетье — «Корпорация „Святые моторы“»                                                                           | | |
| Лучшая работа оператора        | • Гийом Шиффман — «Любовь на кончиках пальцев»                                                                               | | |
| Лучшие декорации               | • Катя Вышкоп — «Прощай, моя королева»                                                                                       | • Катя Вышкоп — «Прощай, моя королева»                                                                                      | • Катя Вышкоп — «Прощай, моя королева»                                                                                      |
| Лучшие декорации               | • Жан-Венсан Пьюзо — «Любовь»                                                                                                | | |
| Лучшие декорации               | • Филипп Шиффр — «Мой путь»                                                                                                  | | |
| Лучшие декорации               | • Флориан Сансон — «Корпорация „Святые моторы“»                                                                              | | |
| Лучшие декорации               | • Сильви Оливи — «Любовь на кончиках пальцев»                                                                                | | |
| Лучшие костюмы                 | | • Кристиан Гаск — «Прощай, моя королева»                                                                                    | • Кристиан Гаск — «Прощай, моя королева»                                                                                    |
| Лучшие костюмы                 | • Паскалин Шаванн — «Августина»                                                                                              | | |
| Лучшие костюмы                 | • Мадлин Фонтен — «Двойная жизнь Камиллы»                                                                                    | | |
| Лучшие костюмы                 | • Мими Лемпика — «Мой путь»                                                                                                  | | |
| Лучшие костюмы                 | • Шарлотта Давид — «Любовь на кончиках пальцев»                                                                              | | |
| Лучший звук                    | • Антуан Дефляндр, Жермен Буле, Эрик Тиссеран — «Мой путь»                                                                   | • Антуан Дефляндр, Жермен Буле, Эрик Тиссеран — «Мой путь»                                                                  | • Антуан Дефляндр, Жермен Буле, Эрик Тиссеран — «Мой путь»                                                                  |
| Лучший звук                    | • Брижит Тальяндье, Франсис Варнье, Оливье Гуэнар — «Прощай, моя королева»                                                   | | |
| Лучший звук                    | • Гийом Сьиама, Надин Мюз, Жан-Пьер Лафорс — «Любовь»                                                                        | | |
| Лучший звук                    | • Брижит Тальяндье, Паскаль Виллар, Жан-Поль Урье — «Ржавчина и кость»                                                       | | |
| Лучший звук                    | • Эрван Керзане, Жозефина Родригес, Эмманюэль Крозе — «Корпорация „Святые моторы“»                                           | | |
| Лучший дебютный фильм          | • Луиза Виммер / Louise Wimmer (режиссёр: Сирил Меннегюн)                                                                    | • Луиза Виммер / Louise Wimmer (режиссёр: Сирил Меннегюн)                                                                   | • Луиза Виммер / Louise Wimmer (режиссёр: Сирил Меннегюн)                                                                   |
| Лучший дебютный фильм          | • Августина / Augustine (режиссёр: Алис Винокур)                                                                             | | |
| Лучший дебютный фильм          | • Как братья / Comme des frères (режиссёр: Хьюго Желен)                                                                      | | |
| Лучший дебютный фильм          | • Любовь на кончиках пальцев / Populaire (режиссёр: Режи Ройнсар)                                                            | | |
| Лучший дебютный фильм          | • Воздерживаться / Rengaine (режиссёр: Рашид Джайдани)                                                                       | | |
| Лучший анимационный фильм      | • Эрнест и Селестина: Приключения мышки и медведя / Ernest et Célestine (реж. Бенджамин Реннер, Венсан Патар и Стефан Обье)  | • Эрнест и Селестина: Приключения мышки и медведя / Ernest et Célestine (реж. Бенджамин Реннер, Венсан Патар и Стефан Обье) | • Эрнест и Селестина: Приключения мышки и медведя / Ernest et Célestine (реж. Бенджамин Реннер, Венсан Патар и Стефан Обье) |
| Лучший анимационный фильм      | • Эдмон был ослом / Edmond était un âne (реж. Франк Дион)                                                                    | | |
| Лучший анимационный фильм      | • Кирику и мужчины и женщины / Kirikou et les Hommes et les Femmes (реж. Мишель Осело)                                       | | |
| Лучший анимационный фильм      | • О, Вилли… / Oh Willy (реж. Emma De Swaef и Marc Roels)                                                                     | | |
| Лучший анимационный фильм      | • Жирафа / Zarafa (реж. Реми Безансон и Жан-Кристоф Ли)                                                                      | | |
| Лучший документальный фильм    | • Невидимые / Les Invisibles (режиссёр: Себастьен Лифшиц)                                                                    | • Невидимые / Les Invisibles (режиссёр: Себастьен Лифшиц)                                                                   | • Невидимые / Les Invisibles (режиссёр: Себастьен Лифшиц)                                                                   |
| Лучший документальный фильм    | • Bovines ou la vraie vie des vaches (режиссёр: Эмманюэль Грас)                                                              | | |
| Лучший документальный фильм    | • Дач, хозяин адских кузниц / Duch, le maître des forges de l'enfer (режиссёр: Ритхи Пань)                                   | | |
| Лучший документальный фильм    | • Дневник Франции / Journal de France (режиссёры: Клодин Нугаре и Раймон Депардон)                                           | | |
| Лучший документальный фильм    | • Les Nouveaux Chiens de garde (режиссёры: Жиль Балбастр и Янник Кергоа)                                                     | | |
| Лучший короткометражный фильм  | • Крик омара / Le Cri du homard (режиссёр: Николя Гийо, продюсер: Фабрис Преэль-Клеаш)                                       | • Крик омара / Le Cri du homard (режиссёр: Николя Гийо, продюсер: Фабрис Преэль-Клеаш)                                      | • Крик омара / Le Cri du homard (режиссёр: Николя Гийо, продюсер: Фабрис Преэль-Клеаш)                                      |
| Лучший короткометражный фильм  | • Это не фильм о ковбоях / Ce n'est pas un film de cow-boys (режиссёр: Бенжамен Паран, продюсеры: Дэвид Френкель, Арно Мориа | | |
| Лучший короткометражный фильм  | • Ce qu'il restera de nous (режиссёр: Венсан Макен, продюсер: Жан-Кристоф Реймон)                                            | | |
| Лучший короткометражный фильм  | • Les meutes (режиссёр: Манюэль Шапира, продюсер: Жером Блейтраш)                                                            | | |
| Лучший короткометражный фильм  | • Парижская жизнь / La Vie parisienne (режиссёр: Венсан Дитши, продюсеры: Ален Бенгиги, Тома Вераг, Тома Лепретр)            | | |
| Лучший иностранный фильм       | • Операция «Арго» / Argo (США, реж. Бен Аффлек)                                                                              | • Операция «Арго» / Argo (США, реж. Бен Аффлек)                                                                             | • Операция «Арго» / Argo (США, реж. Бен Аффлек)                                                                             |
| Лучший иностранный фильм       | • Быкоголовый / Rundskop (Бельгия, реж. Михаэль Р. Роскам)                                                                   | | |
| Лучший иностранный фильм       | • В любом случае Лоуренс / Laurence Anyways (Канада, реж. Ксавье Долан)                                                      | | |
| Лучший иностранный фильм       | • Осло, 31-го августа / Oslo, 31. august (Норвегия, реж. Йоаким Триер)                                                       | | |
| Лучший иностранный фильм       | • Доля ангелов / The Angels' Share (Великобритания, реж. Кен Лоуч)                                                           | | |
| Лучший иностранный фильм       | • Королевский роман / En kongelig affære (Дания, Швеция, Чехия реж. Николай Арсель)                                          | | |
| Лучший иностранный фильм       | • После любви / À perdre la raison (Бельгия, реж. Жоаким Лафосс)                                                             | | |

### Специальная награда
| Почётный «Сезар» |  | • Кевин Костнер |